# FC Shakhter Karagandy
Football Club Shakhter (tiếng Kazakh: «Шахтер» футбол клубы), còn có tên là FC Shakhter Karagandy (tiếng Kazakh: Қарағанды/Qarağandı [qɑɾɑˈʁɑndə] ⓘ), là một câu lạc bộ bóng đá chuyên nghiệp đến từ Karagandy, Kazakhstan. Họ thi đấu ở Giải bóng đá ngoại hạng Kazakhstan kể từ khi thành lập năm 1992.

## Lịch sử
Sau khi xếp thứ ba vào các năm 1995 và 2007, đội bóng giành chức vô địch đầu tiên năm 2011.
Trước đó đội là một trong những đội bóng Kazakh hàng đầu tại bóng đá Liên Xô.
Ngày 19 tháng 9 năm 2008, Shakhter và Vostok bị loại khỏi Giải bóng đá ngoại hạng Kazakhstan vì dàn xếp tỉ số, huấn luyện viên và ban quản lý liên quan đến vụ việc bị cấm thi đấu bóng đá trong 60 tháng. Ngày 2 tháng 10 năm 2008, FFK thay đổi lại quyết định. Shakhter bị trừ 9 điểm, Vostok bị loại lập tức khỏi giải đấu. Kết quả các trận đấu nghi vấn bị hủy bỏ và các trận đấu còn lại của Vostok đều được xử thắng 3–0 cho đối thủ.
Ngày 20 tháng 8 năm 2013, Shakhter đánh bại nhà vô địch Scotland Celtic với tỷ số 2–0 trên sân nhà tại lượt đi Vòng play-off Giải vô địch bóng đá các câu lạc bộ châu Âu 2013–14. Tuy nhiên, Celtic giành chiến thắng 3–0 ở lượt về và Shakhter xuống chơi ở Europa League – lần đầu tiên một câu lạc bộ Kazakh vào đến vòng bảng của một giải đấu châu Âu. Shakhter bị loại khỏi Europa League sau khi xếp thứ tư ở bảng đấu có sự hiện diện của các đội PAOK, Maccabi Haifa và AZ.

### Văn hóa câu lạc bộ
Shakhter hiến tế một con cừu một ngày trước các trận đấu, như là một truyền thống. Điều này dẫn đến việc Tổ chức Bảo vệ Quyền lợi Động vật (PETA) yêu cầu chủ tịch UEFA Michel Platini đưa lệnh cấm giết hại động vật trong bóng đá châu Âu. Luật liên quan đến giết hại động vật làm cho phong tục này không được diễn ra khi thi đấu sân khách tại một số nước.

### Lịch sử giải quốc gia
| Mùa giải | Hạng  | Vị thứ | St | T  | H  | B  | Bàn thắng | Bàn thua | Điểm | Cúp quốc gia | Vua phá lưới                               |
| -------- | ----- | ------ | -- | -- | -- | -- | --------- | -------- | ---- | ------------ | ------------------------------------------ |
| 1992     | thứ 1 | 7      | 26 | 8  | 12 | 6  | 24        | 22       | 36   | Vòng Một     |                                            |
| 1993     | thứ 1 | 6      | 22 | 8  | 6  | 8  | 25        | 29       | 22   | Tứ kết       |                                            |
| 1994     | thứ 1 | 6      | 30 | 11 | 12 | 7  | 45        | 38       | 34   | Bán kết      |                                            |
| 1995     | thứ 1 | 3      | 30 | 18 | 6  | 6  | 43        | 24       | 60   | Tứ kết       |                                            |
| 1996     | thứ 1 | 8      | 34 | 14 | 10 | 10 | 42        | 40       | 52   | Tứ kết       | Askar Abildaev – 14                        |
| 1997     | thứ 1 | 4      | 26 | 16 | 4  | 6  | 40        | 22       | 52   | Tứ kết       | Ruslan Imankulov – 8                       |
| 1998     | thứ 1 | 9      | 26 | 8  | 4  | 14 | 29        | 32       | 28   | Tứ kết       |                                            |
| 1999     | thứ 1 | 10     | 30 | 11 | 4  | 15 | 28        | 35       | 37   | Vòng 16 đội  |                                            |
| 2000     | thứ 1 | 5      | 28 | 14 | 6  | 8  | 38        | 26       | 48   | Bán kết      | Ruslan Imankulov – 12                      |
| 2001     | thứ 1 | 12     | 32 | 10 | 10 | 12 | 31        | 37       | 40   | Vòng 16 đội  | Ruslan Imankulov – 11                      |
| 2002     | thứ 1 | 5      | 32 | 13 | 7  | 12 | 37        | 40       | 46   | Bán kết      | Evgeniy Lunev – 16                         |
| 2003     | thứ 1 | 10     | 32 | 10 | 12 | 10 | 37        | 29       | 42   | Vòng 16 đội  | Andrei Finonchenko – 16                    |
| 2004     | thứ 1 | 9      | 36 | 16 | 9  | 11 | 44        | 28       | 57   | Vòng 16 đội  |                                            |
| 2005     | thứ 1 | 4      | 30 | 19 | 2  | 9  | 37        | 22       | 59   | Vòng 16 đội  | Andrei Finonchenko – 11                    |
| 2006     | thứ 1 | 4      | 30 | 15 | 5  | 10 | 35        | 24       | 50   | Bán kết      | Andrei Finonchenko – 16                    |
| 2007     | thứ 1 | 3      | 30 | 17 | 7  | 6  | 45        | 23       | 58   | Tứ kết       | Mihails Miholaps – 8                       |
| 2008     | thứ 1 | 7      | 29 | 11 | 13 | 5  | 41        | 26       | 37   | Vòng 16 đội  |                                            |
| 2009     | thứ 1 | 3      | 26 | 18 | 3  | 5  | 50        | 18       | 57   | Á quân       | Serhiy Kostyuk – 11                        |
| 2010     | thứ 1 | 6      | 32 | 11 | 8  | 13 | 32        | 30       | 41   | Á quân       |                                            |
| 2011     | thứ 1 | 1      | 32 | 19 | 6  | 7  | 52        | 29       | 42   | Tứ kết       | Sergei Khizhnichenko – 16                  |
| 2012     | thứ 1 | 1      | 26 | 17 | 2  | 7  | 48        | 15       | 53   | Bán kết      | Gediminas Vičius – 7                       |
| 2013     | thứ 1 | 5      | 32 | 12 | 7  | 13 | 43        | 45       | 26   | Vô địch      | Ihar Zyankovich – 6 Andrei Finonchenko – 7 |
| 2014     | thứ 1 | 6      | 32 | 11 | 6  | 15 | 41        | 49       | 21   | Bán kết      | Mihret Topčagić – 10                       |
| 2015     | thứ 1 | 10     | 32 | 9  | 5  | 18 | 27        | 47       | 23   | Vòng Hai     | Mihret Topčagić – 6                        |
| 2016     | thứ 1 | 9      | 32 | 10 | 6  | 16 | 25        | 40       | 36   | Vòng 16 đội  | Desley Ubbink – 6                          |

### Lịch sử giải châu lục
Last updated: ngày 31 tháng 7 năm 2014.
| Giải đấu                                    | Mg | St | T  | H | B  | BT | BB | HS |
| ------------------------------------------- | -- | -- | -- | - | -- | -- | -- | -- |
| Giải vô địch bóng đá các câu lạc bộ châu Âu | 2  | 8  | 4  | 1 | 3  | 10 | 8  | +2 |
| UEFA Europa League                          | 4  | 17 | 6  | 4 | 7  | 24 | 21 | +3 |
| Cúp UEFA                                    | 1  | 2  | 0  | 1 | 1  | 1  | 2  | –1 |
| Cúp Intertoto                               | 1  | 2  | 1  | 0 | 1  | 4  | 6  | –2 |
| Total                                       | 7  | 29 | 11 | 6 | 12 | 39 | 37 | +2 |

| Mùa giải | Giải đấu                                    | Vòng   | Câu lạc bộ            | Sân nhà   | Sân khách | Tổng tỉ số |  |
| -------- | ------------------------------------------- | ------ | --------------------- | --------- | --------- | ---------- |  |
| 2006     | Cúp Intertoto                               | 1R     | MTZ-RIPO Minsk        | 1–5       | 3–1       | 4–6        |  |
| 2008–09  | UEFA Cup                                    | 1Q     | Debrecen              | 1–1       | 0–1       | 1–2        |  |
| 2010–11  | UEFA Europa League                          | 1Q     | Ruch Chorzów          | 1–2       | 0–1       | 1–3        |  |
| 2011–12  | UEFA Europa League                          | 1Q     | Koper                 | 2–1       | 1–1       | 3–2        |  |
| 2011–12  | UEFA Europa League                          | 2Q     | St Patrick's Athletic | 2–1       | 0–2       | 2–3        |  |
| 2012–13  | Giải vô địch bóng đá các câu lạc bộ châu Âu | 2Q     | Slovan Liberec        | 1–1 (aet) | 0–1       | 1–2        |  |
| 2013–14  | Giải vô địch bóng đá các câu lạc bộ châu Âu | 2Q     | BATE Borisov          | 1–0       | 1–0       | 2–0        |  |
| 2013–14  | Giải vô địch bóng đá các câu lạc bộ châu Âu | 3Q     | Skënderbeu Korçë      | 3–0       | 2–3       | 5–3        |  |
| 2013–14  | Giải vô địch bóng đá các câu lạc bộ châu Âu | PO     | Celtic                | 2–0       | 0–3       | 2–3        |  |
| 2013–14  | UEFA Europa League                          | Bảng L | AZ                    | 1–1       | 0–1       | thứ 4      |  |
| 2013–14  | UEFA Europa League                          | Bảng L | PAOK                  | 0–2       | 1–2       | thứ 4      |  |
| 2013–14  | UEFA Europa League                          | Bảng L | Maccabi Haifa         | 2–2       | 1–2       | thứ 4      |  |
| 2014–15  | UEFA Europa League                          | 1Q     | Shirak                | 4–0       | 2–1       | 6–1        |  |
| 2014–15  | UEFA Europa League                          | 2Q     | Atlantas              | 3–0       | 0–0       | 3–0        |  |
| 2014–15  | UEFA Europa League                          | 3Q     | Hajduk Split          | 4–2       | 0–3       | 4–5        |  |

Ghi chú
- 1R: Vòng Một
- 1Q: Vòng loại thứ nhất
- 2Q: Vòng loại thứ hai
- 3Q: Vòng loại thứ ba
- PO: Vòng Play-off

## Danh hiệu
- Giải bóng đá ngoại hạng Kazakhstan: 2

2011, 2012
- Cúp bóng đá Kazakhstan: 1

2013
- Siêu cúp bóng đá Kazakhstan: 1

2013
- Giải bóng đá hạng nhất quốc gia Liên Xô: 1

1962

## Đội hình
Tính đến 5 tháng 7 năm 2016
Ghi chú: Quốc kỳ chỉ đội tuyển quốc gia được xác định rõ trong điều lệ tư cách FIFA. Các cầu thủ có thể giữ hơn một quốc tịch ngoài FIFA.
| Số | VT | Quốc gia             | Cầu thủ            |
| -- | -- | -------------------- | ------------------ |
| 1  | TM | Kazakhstan           | Yaroslav Baginskiy |
| 3  | HV | Bosna và Hercegovina | Nikola Vasiljević  |
| 4  | HV | Kazakhstan           | Mikhail Gabyshev   |
| 7  | TV | Hà Lan               | Desley Ubbink      |
| 9  | TĐ | Kazakhstan           | Aidos Tattybaev    |
| 11 | TV | Kazakhstan           | Maksat Baizhanov   |
| 14 | TĐ | Kazakhstan           | Andrei Finonchenko |
| 15 | HV | Kazakhstan           | Gregory Dubkov     |
| 16 | TĐ | Kazakhstan           | Sergey Vetrov      |
| 17 | TV | Kazakhstan           | Aibar Nurybekov    |
| 18 | TV | Slovakia             | Štefan Zošák       |
| 19 | HV | Kazakhstan           | Yevgeny Tarasov    |

| Số | VT | Quốc gia      | Cầu thủ            |
| -- | -- | ------------- | ------------------ |
| 20 | HV | Belarus       | Ivan Sadownichy    |
| 22 | TV | Kazakhstan    | Sergei Skorykh     |
| 24 | TĐ | Bắc Macedonia | Marko Simonovski   |
| 25 | TM | Kazakhstan    | Serhiy Tkachuk     |
| 27 | TV | Slovakia      | Július Szöke       |
| 30 | TM | Kazakhstan    | Igor Shatsky       |
| 34 | HV | Kazakhstan    | Igor Pikalkin      |
| 44 | TV | Kazakhstan    | Kuanysh Ermekov    |
| 77 | HV | Kazakhstan    | Yevgeni Goryachi   |
| 88 | TV | Kazakhstan    | Vladislav Vasiliev |
| 89 | TĐ | Slovakia      | Filip Serečin      |
| 98 | TĐ | Kazakhstan    | Oralkhan Omirtaev  |

### Đội dự bị
Ghi chú: Quốc kỳ chỉ đội tuyển quốc gia được xác định rõ trong điều lệ tư cách FIFA. Các cầu thủ có thể giữ hơn một quốc tịch ngoài FIFA.
| Số | VT | Quốc gia   | Cầu thủ              |
| -- | -- | ---------- | -------------------- |
| 12 | TM | Kazakhstan | Marlene Imagambetov  |
| 15 | TV | Kazakhstan | Akhat Zholshorin     |
| 24 | HV | Kazakhstan | Arman Sakhimov       |
| 27 | TV | Kazakhstan | Nursultan Zhusupov   |
| 28 | HV | Kazakhstan | Marat Rakishev       |
| 29 | TĐ | Kazakhstan | Khamid Nurmukhametov |
| 33 | HV | Kazakhstan | Vladlen Antoshhuk    |

| Số | VT | Quốc gia   | Cầu thủ            |
| -- | -- | ---------- | ------------------ |
| 37 | HV | Kazakhstan | Aleksandr Zemtsov  |
| 38 | HV | Kazakhstan | Aleksandr Nuikin   |
| 39 | HV | Kazakhstan | Aleksandr Matyshev |
| 40 | TV | Kazakhstan | Anton Olenich      |
| 43 | HV | Kazakhstan | Dmitry Moiseev     |
| 44 | TV | Kazakhstan | Kuanysh Ermekov    |
| 47 | TV | Kazakhstan | Aslanbek Arshkenov |

## Huấn luyện viên
- Anatoly Krutikov (1977)
- Lev Burchalkin (1990–91)
- Vakhid Masudov (2000)
- Sergei Gorokhovodatskiy (2001–tháng Bảy 03)
- Juha Malinen (2007)
- Revaz Dzodzuashvili (1 tháng 1 năm 2007 –1 tháng 6 năm 2008)
- Vladimir Cheburin (2009–10)
- Viktor Kumykov (1 tháng 1 năm 2011–tháng 12 năm 2014)
- Vladimir Cheburin (11 tháng 12 năm 2014–tháng Năm 15)
- Evgeny Sveshnikov (tháng 5 năm 2015–tháng 6 năm 2015)
- Ihor Zakhariak (tháng 6 năm 2015–tháng 12 15)
- Jozef Vukušič (8 tháng 1 năm 2016–3 tháng 8 năm 2016)[9][10]
- Aleksei Yeryomenko (4 tháng 8 năm 2016–)[11]